# Baudonvilliers
Baudonvilliers és un municipi francès situat al departament del Mosa i a la regió del Gran Est. L'any 2007 tenia 449 habitants.

## Demografia

### Població
El 2007 la població de fet de Baudonvilliers era de 449 persones. Hi havia 166 famílies, de les quals 16 eren unipersonals (8 homes vivint sols i 8 dones vivint soles), 63 parelles sense fills, 75 parelles amb fills i 12 famílies monoparentals amb fills.
La població ha evolucionat segons el següent gràfic:
Habitants censats

### Habitatges
El 2007 hi havia 167 habitatges, 166 eren l'habitatge principal de la família i 1 estava desocupat. 165 eren cases i 2 eren apartaments. Dels 166 habitatges principals, 156 estaven ocupats pels seus propietaris i 10 estaven llogats i ocupats pels llogaters; 1 tenia una cambra, 5 en tenien dues, 4 en tenien tres, 38 en tenien quatre i 119 en tenien cinc o més. 130 habitatges disposaven pel capbaix d'una plaça de pàrquing. A 47 habitatges hi havia un automòbil i a 113 n'hi havia dos o més.

### Piràmide de població
La piràmide de població per edats i sexe el 2009 era:
| Homes | Edats   | Dones |
| ----- | ------- | ----- |
| 0     | 95 o +  | 0     |
| 0     | 90 a 94 | 0     |
| 0     | 85 a 89 | 0     |
| 4     | 80 a 84 | 0     |
| 0     | 75 a 79 | 0     |
| 8     | 70 a 74 | 8     |
| 8     | 65 a 69 | 4     |
| 0     | 60 a 64 | 8     |
| 8     | 55 a 59 | 12    |
| 28    | 50 a 54 | 20    |
| 36    | 45 a 49 | 44    |
| 24    | 40 a 44 | 20    |
| 24    | 35 a 39 | 8     |
| 8     | 30 a 34 | 20    |
| 4     | 25 a 29 | 4     |
| 12    | 20 a 24 | 0     |
| 28    | 15 a 19 | 12    |
| 24    | 10 a 14 | 16    |
| 12    | 5 a 9   | 24    |
| 4     | 0 a 4   | 0     |

## Economia
El 2007 la població en edat de treballar era de 342 persones, 252 eren actives i 90 eren inactives. De les 252 persones actives 235 estaven ocupades (125 homes i 110 dones) i 17 estaven aturades (12 homes i 5 dones). De les 90 persones inactives 31 estaven jubilades, 34 estaven estudiant i 25 estaven classificades com a «altres inactius».

### Ingressos
El 2009 a Baudonvilliers hi havia 170 unitats fiscals que integraven 448 persones, la mediana anual d'ingressos fiscals per persona era de 21.196 €.

### Activitats econòmiques
Dels 7 establiments que hi havia el 2007, 4 eren d'empreses de construcció, 2 d'empreses d'informació i comunicació i 1 d'una empresa immobiliària.
Dels 3 establiments de servei als particulars que hi havia el 2009, 1 era un paleta, 1 electricista i 1 agència immobiliària.
L'any 2000 a Baudonvilliers hi havia 4 explotacions agrícoles.

## Equipaments sanitaris i escolars
El 2009 hi havia una escola elemental integrada dins d'un grup escolar amb les comunes properes formant una escola dispersa.

## Poblacions més properes
El següent diagrama mostra les poblacions més properes.